# Хафід Абдессадек
Хафід Абдессадек (араб. حفيظ عبد الصادق, нар. 15 лютого 1979) — марокканський футболіст, що грав на позиції півзахисника.
Виступав, зокрема, за клуб ФАР (Рабат), а також національну збірну Марокко.

## Клубна кар'єра
У дорослому футболі дебютував 1997 року виступами за команду клубу «Раджа» (Касабланка), в якій провів один сезон.
Своєю грою за цю команду привернув увагу представників тренерського штабу клубу ФАР (Рабат), до складу якого приєднався 2003 року. Відіграв за клуб з Рабата наступні чотири сезони своєї ігрової кар'єри.
Згодом з 2007 по 2009 рік грав у складі команд клубів «Олімпік» (Сафі), ФАР (Рабат) та «Олімпік» (Сафі).
Завершив професійну ігрову кар'єру у клубі МАС (Фес), за команду якого виступав протягом 2009—2010 років.

## Виступи за збірну
У 2005 році дебютував в офіційних матчах у складі національної збірної Марокко. Протягом кар'єри у національній команді, яка тривала 2 роки, провів у її формі 4 матчі.
У складі збірної був учасником Кубка африканських націй 2006 року в Єгипті.